# Червоное (Тальновский район)
Червоное (укр. Червоне) — село в Тальновском районе Черкасской области Украины.
Население по переписи 2001 года составляло 299 человек. Почтовый индекс — 20423. Телефонный код — 4731.

## Местный совет
20423, Черкасская обл., Тальновский р-н, с. Соколовочка, ул. Коцюбинского, 24